# 濱田一紀

## 人物介紹
濱田一紀(1967-2023)，別名「ガンマ浜田」（出處是濱田一紀簽名「γ」），是BB戰士設計師之一。
1989年，在有「BB戰士之父」之稱的今石進提拔下，參與BB戰士設計工作。而他首個作品，是武者齋胡的守護獸「猛牛」。
代表作有SD戰國傳 武神輝羅鋼篇說明書漫畫，其中在BB戰士系列「Gundora」，不單擔任角色設計，更負責扭蛋、元祖模型及在月刊COCO連載的設定集「GUNDORA教室」主筆。此作亦是他為人所知的作品之一。
濱田一紀的自畫像，其實是來自今石進。
2023年4月1日，因心肌梗塞逝世，終年58歲。

## 作業總集

### 「GUNDORA」系列
- 元祖模型系列
- GUNDORA教室設定集
- 扭蛋系列

### 其他系列
- SD戰國傳 武神輝羅鋼篇模型漫畫

## 相關連結
今石進

## 外部連結
SD戰國傳考證（日語）
SD高達相關人物類（日語）